# Hyperbolischer Fixpunkt
Ein hyperbolischer Fixpunkt ist ein Fixpunkt (auch Gleichgewichtspunkt genannt) eines dynamischen Systems mit bestimmten Eigenschaften. Im Gegensatz zu einem elliptischen Fixpunkt gibt es keine Zentrumsmannigfaltigkeiten, auf denen die Orbits genannten Lösungskurven den Fixpunkt umkreisen, sondern instabile und stabile Mannigfaltigkeiten, auf denen die Orbits auf den Fixpunkt zulaufen (stabile Mannigfaltigkeit) oder sich von ihm entfernen (instabile Mannigfaltigkeiten). Die Klassifikation der Fixpunkte spielt eine Rolle in der qualitativen Diskussion der Lösungen von Systemen gewöhnlicher Differentialgleichungen (siehe den Artikel Autonome Differentialgleichung).

Phasenporträt nahe einem typischen hyperbolischen Fixpunkt, einem Sattelpunkt

Der Name kommt daher, dass im Fall zweidimensionaler autonomer Differentialgleichungssysteme, die häufig zur Beschreibung dynamischer Systeme benutzt werden, der Phasenfluss im typischen Fall eines Sattelpunktes Hyperbel-ähnlich ist (siehe Abbildung). Die sich kreuzenden Geraden in der Abbildung (die Separatrix) sind hier die stabile Mannigfaltigkeit (die Gerade, bei der die Pfeile auf den Fixpunkt im Zentrum zulaufen) und die instabile Mannigfaltigkeit (Gerade, auf der die Pfeile vom Fixpunkt fort zeigen). Alternativ lässt sich das auch über die Eigenwertstruktur der linearisierten Systeme um den Fixpunkt erklären:
- Im Fall von autonomen Differentialgleichungssystemen betrachtet man die Lösungkurven {\displaystyle {\vec {x}}(t)}  der Differentialgleichung {\displaystyle {\vec {x}}_{t}=F({\vec {x}})}, die einen Phasen-Fluss (ein Vektorfeld) definieren.  Linearisiert man um einen Fixpunkt {\displaystyle p}, für den {\displaystyle {\vec {x}}_{t}=F({\vec {x}})=0} ist, erhält man eine lineare Abbildung {\displaystyle {\vec {u}}_{t}=A{\vec {u}}} mit der Jacobimatrix (Matrix der partiellen Ableitungen) {\displaystyle A}. Ein hyperbolischer Fixpunkt liegt vor, wenn keine von deren Eigenwerten den Realteil 0 hat.  Dann lässt sich etwa für zwei Dimensionen zeigen, dass entweder die beiden Eigenwerte reell sind und entgegengesetztes Vorzeichen haben[1] (man spricht dann auch von einem Sattelpunkt), oder beide gleiches Vorzeichen des Realteils haben (instabile Knoten (Quellen) bei positivem Vorzeichen und stabile Knoten (Senken) bei negativem Vorzeichen falls der Imaginärteil verschwindet und ansonsten stabile und instabile Foki, geometrisch Spiralen). Im häufig betrachteten Fall konservativer Systeme hat man es bei hyperbolischen Fixpunkten in der Ebene nur mit Sattelpunkten zu tun. Es lässt sich unter allgemeinen Voraussetzungen zeigen, dass lokal eine stabile und/oder eine instabile Mannigfaltigkeit (beide invariant unter dem Fluss) des Fixpunkts existieren, die jeweils auch verschwinden können oder von voller Dimension des zugrundeliegenden Raumes {\displaystyle \mathbb {R} ^{n}} wie bei Quellen und Senken sind (Stabiler-Mannigfaltigkeiten-Satz). Nach dem Satz von Hartman-Grobman ist das Verhalten um den hyperbolischen Fixpunkt beim linearisierten System topologisch ähnlich (lokal topologisch konjugiert) dem des vollen, gegebenenfalls nichtlinearen Systems. Das drückt die strukturelle Stabilität des Verhaltens dynamischer Systeme um hyperbolische Fixpunkte aus (im Gegensatz elliptischen Fixpunkten).

- Man kann das dynamische System auch als diskretes dynamisches System von Abbildungen (Diffeomorphismen) auffassen: {\displaystyle T:\mathbb {R} ^{n}\to \mathbb {R} ^{n}}. Ein hyperbolischer Fixpunkt des Diffeomorphismus ist ein Fixpunkt p ({\displaystyle T^{k}(p)=p}), an dem die Jacobi-Matrix {\displaystyle DT(p)} keine Eigenwerte mit Betrag 1 hat (die also auf dem Einheitskreis liegen). Der Zusammenhang mit der Definition über Vektorfelder ergibt sich daraus, dass bei Abbildungen der über die Zeit integrierte Vektorfluss betrachtet wird, so dass den Eigenwerten von {\displaystyle A} dort die Eigenwerte von {\displaystyle e^{A}} entsprechen: verschwindet der Realteil der Eigenwerte von A entspricht das für {\displaystyle e^{A}} Modulus 1. Ein Beispiel für eine Abbildung, die nur einen hyperbolischen Fixpunkt hat, ist Arnolds Katzenabbildung.

Bei elliptischen Fixpunkten verschwindet der Realteil der Eigenwerte, die dann rein imaginär sind (also Modulus 1 haben) und der Fluss um den Fixpunkt als Rotation beschrieben werden kann (mit einer Zentrums-Mannigfaltigkeit).
Hyperbolische Fixpunkte führen häufig zu chaotischer Bewegung (siehe Homokliner Orbit).

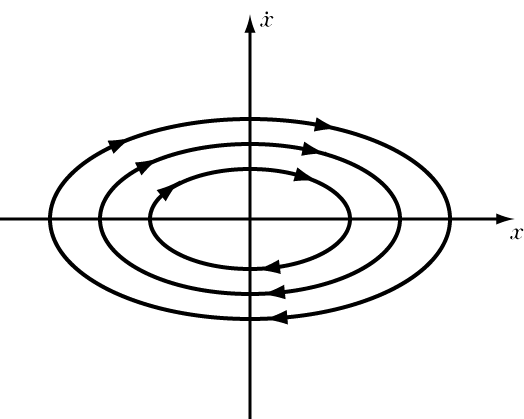
Elliptischer Fixpunkt: periodische Bewegung um ein Zentrum

## Beispiel
Das nichtlineare zweidimensionale System gewöhnlicher autonomer Differentialgleichungen
{\displaystyle {\frac {\mathrm {d} x}{\mathrm {d} t}}=y,}
{\displaystyle {\frac {\mathrm {d} y}{\mathrm {d} t}}=-x-x^{3}-\alpha y,~\alpha \neq 0}
hat den einzigen Fixpunkt {\displaystyle (x,y)=(0,0)}.  Linearisierung um den Fixpunkt ergibt die Jacobimatrix
{\displaystyle J(0,0)={\begin{pmatrix}0&1\\-1&-\alpha \end{pmatrix}}}.
mit den Eigenwerten {\displaystyle {\frac {-\alpha \pm {\sqrt {\alpha ^{2}-4}}}{2}}}. Diese haben für {\displaystyle \alpha \neq 0} alle nichtverschwindende Realteile und man hat es deshalb mit einem hyperbolischen Fixpunkt zu tun. Nach dem Satz von Grobman-Hartman verhält sich das System auch im nichtlinearen Fall in der Nähe des Fixpunkts wie die linearisierte Form und das Verhalten ist ähnlich wie in der ersten Abbildung oben.